# Manuel Sabino Crespo
Manuel Sabino Crespo (Taniche, Oaxaca, 3 de enero de 1778 - Apan, 14 de octubre de 1814) fue un sacerdote católico novohispano que se unió al movimiento insurgente durante la guerra de la independencia de México.

## Semblanza biográfica
Ejerció su carrera eclesiástica como cura en la  diócesis de Antequera.  Se unió al movimiento insurgente cuando José María Morelos realizó la toma de Oaxaca en 1812. En septiembre de 1813, durante el Congreso de Anáhuac, fue diputado suplente de José María Murguía y Galardi como representante de la provincia de Oaxaca.
Junto con Carlos María de Bustamante intentó inútilmente conciliar las desavenencias entre Juan N. Rosáins e Ignacio López Rayón. Viajó a Tehuacán con el Congreso itinerante, tras la derrota de los insurgentes en la batalla de Puruarán decidió refugiarse en la ciudad de Oaxaca, no obstante al encontrar que el sitio estaba ocupado por las fuerzas realistas del capitán Melchor Álvarez se trasladó a Zacatlán en busca de Ignacio López Rayón. El 2 de septiembre de 1814 fue herido y capturado en la cañada de Ixtapa por el comandante realista Luis del Águila.  El obispo de Antequera, Antonio Bergosa y Jordán, opinó que Sabino y Crespo debería ser decapitado, a pesar de la reticencia de sus captores para ejecutar la sentencia, fue fusilado por un piquete de marina el 14 de octubre en Apan.